# Synapseudes acroporae
Synapseudes acroporae är en kräftdjursart som beskrevs av Mihai Bacescu 1976. Synapseudes acroporae ingår i släktet Synapseudes och familjen Metapseudidae. Inga underarter finns listade i Catalogue of Life.